# 排下站
排下站（福州話：/pɛ˨˩ ɑ˨˦˨/）位于中华人民共和国福建省福州市仓山区福峡路与南三环路交叉口北侧，是福州地铁1号线的地铁车站，车站于2016年5月18日启用。

## 车站结构
排下站为地下二层车站：地下一层为站厅层；地下二层为站台层，岛式站台。
| 地面层   | 出入口                               |  | 出入口                 |
| 地下一层 | 站厅                                 |  | 票务服务、自动售票机   |
| 地下二层 | 1                                    |  | 1号线 往象峰（黄山）   |
| 地下二层 | 岛式站台，列车运行方向左侧的车门打开 |  |                        |
| 地下二层 | 2                                    |  | 1号线 往三江口（城门） |

### 站厅
排下站站厅位于福峡路下方，呈东南至西北走向。车站站厅采用白色直线型吊顶与白色搪瓷板装修，设客服中心1处，位于站厅中部，B出入口通道旁规划设有便利店，B出入口通道内设有洗手间。

### 站台
排下站共设置2个分别来往于象峰、三江口的1号线站台，采用岛式站台设计。车站站台同站厅采用白色直线型吊顶与白色搪瓷板装修，服务设施规划设有智能导乘机、自动售货机。

### 出入口与周边
排下站共设有3个出入口，A、B出入口位于福峡路东侧，C出入口位于福峡路西侧，无障碍电梯设置于A出入口。
| 排下站出入口信息            | 排下站出入口信息 | 排下站出入口信息         | 排下站出入口信息 | 排下站出入口信息 |
| --------------------------- | ---------------- | ------------------------ | ---------------- | ---------------- |
|                             |                  |                          |                  |                  |
| 编号                        | 设施             | 位置                     | 接驳交通         | 照片             |
| 出口 · A                    |                  | 南三环路以北、福峡路以西 |                  |                  |
| 出口 · B                    |                  | 南三环路以北、福峡路以西 |                  |                  |
| 出口 · C                    |                  | 南三环路以北、福峡路以东 |                  |                  |
| 注： 设有电梯 \| 设有卫生间 |                  |                          |                  |                  |

## 事件
- 2015年10月初，福建省住建厅在对在建城市轨道交通工程进行专项督查时发现排下站在建设过程中存在钢筋制作尺寸错误等质量安全问题，随后该站被省住建厅要求停工整改。[3]10月14日，排下站完成整改。[4]。